# Teresa de Robles
Teresa de Robles, död 1726, var en spansk skådespelare, sångare och teaterdirektör. Hon var engagerad vid de kungliga teatrarna i Madrid, Teatro de la Cruz och Teatro del Príncipe, mellan 1679 och 1708, och tillhörde de mer uppmärksammade scenartisterna under sin samtid. 
Dotter till Juan Luis de Robles och Ana de Escamilla (styvdotter till Antonio de Escamilla, från vilken hon tog namnet) och syster till Juan och Bartolomé de Robles, var Teresa de Robles en framstående medlem av den sk. Escamilla-dynastin. Hon gifte sig 1679 med författaren Rosendo López Estrada.
Hon debuterade 1675 i hennes farfar Antonio de Escamillas teatersällskap. År 1679 blev hon och hennes make båda anställda vid kungliga teatern. Hon blev en av de mer framträdande medlemmarna i sällskapet, och uppträdde ofta inför hovet. 1701 fick hon själv ansvaret för kungliga hovteatern som direktör. Hon var som sådan också verksam som regissör. 